# Archivo histórico de la Secretaría de Salud
El Archivo Histórico de la Secretaría de Salud resguarda la memoria institucional desde sus antecedentes, y en él se organizan, clasifican y conservan documentos que datan desde el siglo XVI, hasta inicios del siglo XXI, con temáticas referentes a las tareas desempeñadas por las instituciones eclesiásticas y civiles dedicadas a la asistencia, higiene y salud pública.

## Historia
El Archivo Histórico de la Secretaría de Salud (AHSSA) fue instituido por acuerdo presidencial de Manuel Ávila Camacho el 13 de abril de 1945, durante la gestión de Gustavo Baz Prada al frente de la entonces Secretaría de Salubridad y Asistencia.
Desde finales del siglo XIX surgió el interés de parte de las autoridades de la beneficencia pública por organizar los archivos referentes a la asistencia social. Este propósito continuaría en la primera mitad del siglo XX gracias a la iniciativa de Carlos García Zubieta, Eduardo Mestre Ghigliazza y Rómulo Velasco Ceballos, entre otros.
El historiador Rómulo Velasco Ceballos, primer director del Archivo Histórico, además de darse a la tarea de buscar archivos e información concerniente a la asistencia y a la salud pública en México, elaboró diversas crónicas institucionales. Al fallecimiento de Velasco Ceballos, en 1948, el Archivo dejó de funcionar y únicamente fue consultado de manera ocasional. Hacia 1978 el entonces subsecretario de Planeación, José Laguna, nombró jefe del Archivo Histórico a Raoul Fournier Villada, y él a su vez recibió apoyo de Eugenia Wallerstein de Meyer y un grupo de estudiantes de la carrera de Historia de la Universidad Nacional Autónoma de México, quienes en conjunto dieron un primer orden a los acervos documentales tomando en cuenta los criterios archivísticos de principios de procedencia y de orden original, resultando la edición del primer catalogo del AHSSA en 1981. Un años después el archivo volvió a dar servicio al público. Este primero catálogo fue la base para la elaboración e impresión de 26 guías descriptivas, a nivel de expediente por expediente, tanto de los fondos originales, procedentes de la documentación rescatada de las fundaciones religiosas que tuvieron injerencia en la asistencia social y médica; la documentación de la Dirección de la Beneficencia Pública; el Consejo Superior de Insalubridad; y el Departamento de Salubridad Pública, todas ellas antecedentes de la Secretaría de Salubridad y Asistencia), como de los que fueron rescatados posteriormente.
El 1 de julio de 2005 el Archivo General de la Nación certificó que el Archivo Histórico de la Secretaría de Salud había quedado inscrito en el Registro Nacional de Archivos. Años más tarde, el 6 de noviembre de 2012, la Comisión de Homenajes de la Secretaría de Salud, mediante el Acuerdo 003/2012 de ese órgano colegiado, consideró procedente imponer el nombre de “Rómulo Velasco Ceballos” al Archivo Histórico de la Secretaría de Salud.

## Edificio
El Archivo Histórico de la Secretaría de Salud está ubicado en una de las calles más antiguas del Centro Histórico de la Ciudad de México. En la época colonial cada tramo de esta vía tenía un nombre, a la parte donde fue construido el Hospital del Divino Salvador le correspondió el de la “Canoa”, debido al caño de madera o canoa que existió sobre la acequia de esta calle. Tiempo después el nombre de Donceles prevaleció a lo largo de esta arteria, siendo una de las más importantes de la ciudad virreinal, al estar habitada por personajes importantes de la época.
A finales del siglo XVII, el prefecto Juan Martínez de la Parra de la Congregación del Divino Salvador del Mundo y Buena Muerte -perteneciente a la Compañía de Jesús-, protegió y mantuvo un hospital para mujeres dementes que adoptó el nombre de la Congregación benefactora. Anteriormente esta comunidad de mujeres estaba bajo la protección del carpintero José Sáyago, apoyado por el arzobispo Francisco de Aguiar y Seijas, y estuvo situado por las calles de lo que hoy es Jesús María.
Hacia 1699, la Congregación del Divino Salvador adquirió en la entonces calle de la Canoa (hoy Donceles) un edificio grande pero ruinoso, con la intención de establecer el Hospital para Mujeres Dementes. Un año después fueron instaladas las asiladas a pesar de que las obras de construcción no habían terminado.
Durante los siglos XVIII y XIX el Hospital del Divino Salvador siempre estuvo sujeto a una penuria de recursos y prestaba sus servicios a pesar de estar en un estado ruinoso.  Durante su existencia experimentó diversas reparaciones y remodelaciones conforme avanzaban los conocimientos médicos de la época para mejorar la atención de las enfermas, hasta que dejó de funcionar en 1910, pues las pacientes fueron trasladadas al Manicomio General ubicado en la ExHacienda de la Castañeda. Para esas fechas el edificio estaba bastante deteriorado debido a su uso como cuartel del Segundo Regimiento de Caballería durante los años de la Revolución, razón por la cual, el Presidente Venustiano Carranza instruyó su demolición (rescatándose sólo un 20% del original) para edificar el actual, construido exprofeso para albergar las oficinas de la Beneficencia Pública.
En un principio la obra estuvo bajo el cuidado del arquitecto Luis Mac Gregor, quien renunció a los pocos meses, quedando los trabajos de manera provisional a cargo del arquitecto Gonzalo Montero de Collado, jefe del departamento de edificios de la Secretaria de Comunicaciones. Los trabajos pasaron de manera definitiva a manos del ingeniero Manuel de la Sota Riba. La nueva construcción es de mampostería de piedra, lo mismo que la cimentación; los techos son bóveda de ladrillo sobre viguetas de acero. Consta de planta baja y planta alta con tres grandes patios, habiéndose empleado para la distribución el sistema de dobles crujías, tanto en la fachada como entre estos últimos. Se tiene referencia de que el edificio comenzó a ocuparse desde 1922 y fue hasta el 21 de febrero de 1927 que se inauguró por parte del entonces presidente de la República Plutarco Elías Calles, para albergar las oficinas de la beneficencia pública. El costo del inmueble fue de aproximadamente de 950,000 pesos.
El 19 de diciembre de 1932 el edificio fue declarado monumento histórico por la entonces Dirección de Monumentos Coloniales y de la República del Instituto Nacional de Antropología e Historia.
El 1 de enero de 1938 el edificio de Donceles No. 39 fue sede de la Secretaria de la Asistencia Pública y al fusionarse con el Departamento de Salud Pública, por acuerdo Presidencial del 15 de octubre de 1943 se creó la Secretaria de Salubridad y Asistencia que despachó durante dos meses en el edificio, antes de mudarse a sus nuevas instalaciones ubicadas en la calle de Lieja No7. Posteriormente el inmueble se convirtió en recinto de diversas oficinas de la misma Secretaria, tales como:
- Dirección General de Higiene y Asistencia en el D.F.
- Dirección de Salubridad en el D.F.
- Dirección General de Asistencia Médica.
- Dirección de Asistencia Social en el D,F.
- Dirección General de Asistencia Materna Infantil
- Dirección General de Rehabilitación.
- Dirección General de Regulación Sanitaria de Productos y Servicios.

Ha sido residencia del Archivo Histórico a partir de 1945.

## Objetivos
- Organizar el patrimonio histórico documental producido y utilizado por la institución.
- Resguardar y conservar los archivos con valores permanentes.
- Fomentar la consulta y la investigación histórica mediante la difusión de su acervo.

## Fondos documentales
El acervo del AHSSA está constituido por 16 fondos documentales, reunidos en tres grandes grupos:
- Fondos Eclesiásticos
- Fondos de Instituciones Gubernamentales de Salud o Asistencia
- Fondos de Establecimientos Hospitalarios y Asistenciales, que en conjunto contienen información generada desde 1561 hasta la actualidad

Fondos Eclesiásticos:
- Congregación de San Pedro (1561-1861): fue una asociación de sacerdotes instituida en el siglo XVI, con el propósito de impartir asistencia espiritual y corporal a sus integrantes.

- Convento de Jesús María (1577-1859): fue un convento de monjas de la regla concepcionista, fundado en el siglo XVI para que ingresaran a la vida religiosa las descendientes pobres de los primeros conquistadores hispanos.

- Cofradías (1595-1860): eran organizaciones de fieles, con propósitos religiosos, como ejercitarse en obras de caridad o rendir culto a algún santo. En este Fondo existen documentos de las Archicofradías de la Santísima Trinidad y del Santísimo Sacramento, así como de las Cofradías del Santísimo Cristo de Burgos, de San Andrés Avelino y de San Homobono.

Fondos de Instituciones Gubernamentales de Salud o Asistencia:
- Salubridad Pública (1764-1967): contiene información de los organismos encargados de regular el ejercicio de las artes médicas, de aplicar los preceptos que regían la higiene y la salubridad en México, de prevenir y controlar las epidemias y de elaborar la estadística sanitaria.

- Beneficencia Pública (1753-1970): se creó en 1861 para administrar los establecimientos de caridad, regidos hasta esa fecha por la iglesia y al sustituirse el concepto de beneficencia por el de asistencia, se creó en 1937 la Secretaría de la Asistencia Pública, que centralizó la organización, dirección y funcionamiento de los centros hospitalarios y de las casas de asistencia del sector público.

- Secretaría de Salubridad y Asistencia (1920-1988): fue instituida en 1943 al fusionarse la Secretaría de la Asistencia Pública y el Departamento de Salubridad Pública, desde entonces se encargó de proporcionar servicios de asistencia pública y de protección sanitaria a la población.

- Consejo de Salubridad General (1935-1985): se creó en 1917 como un organismo técnico y coordinador en materia de salubridad e higiene, dependiente de la Presidencia de la República.

- Sistema Nacional para el Desarrollo Integral de la Familia (DIF) (1961-1985): la documentación de este Fondo aún no ha sido organizada y por lo tanto no cuenta con instrumentos de consulta que describan su contenido, sin embargo, a grandes rasgos, su información se refiere a la asistencia social brindada a los desamparados, a los ancianos y a los niños, así como a la rehabilitación y desarrollo de la familia y de la comunidad.

Fondos de Establecimientos Hospitalarios y Asistenciales:
- Casa de Niños Expósitos (1767-1953): fue establecida a finales del siglo XVIII para atender a recién nacidos. En ella se daba alimentación y educación a los menores abandonados.

- Casa de Cuna (1774-1985): es continuadora, desde 1926, de las funciones de la Casa de Niños Expósitos y se encarga de proporcionar atención médica, social y educativa a los menores desamparados o hijos de padres sin recursos económicos.

- Manicomio General (1866-1976): fue instituido en 1910, con el doble carácter de hospital y asilo, para la atención psiquiátrica de enfermos mentales. Desde ese año hasta 1968, fecha de su clausura, atendió más de 60,000 enfermos.

- Hospital Federal de Toxicómanos (1933-1948): se creó como tal en 1935, en un pabellón del Manicomio General, en él se proporcionaba tratamiento médico y se realizaban investigaciones sobre farmacodependencia.

- Instituto de Salubridad y Enfermedades Tropicales (1938-1987): inició sus labores en 1939 con el propósito de investigar las enfermedades endémicas y epidémicas de la República Mexicana.

- Instituto Nacional de Higiene (1895-1989): desde 1923 dedicó sus esfuerzos a la preparación de sueros y vacunas, así como a la investigación para prevenir las enfermedades y las intoxicaciones por agresión de animales venenosos.

- Patronato “Doctor José María Álvarez” (1950-1991): es una institución de asistencia privada que existió con el propósito de mantener un colegio con internado para educación de niños necesitados.

- Hospitales y Hospicios (1596-1910): agrupa algunos documentos sueltos, casi todos de carácter administrativo, de los hospitales de San Hipólito, Divino Salvador, Amor de Dios, San Andrés, San Lázaro, Terceros y del Hospicio de Pobres.[4]

## Servicio
- Consulta en sala (áreas de lectura colectiva, individual e informal).
- Asesorías a las unidades administrativas sobre gestión documental.
- Visitas guiadas al archivo.
- Biblioteca especializada.

## Horario y ubicación
Horario de atención en sala:
- Lunes, miércoles y viernes de 8:30 a 18:00 hrs.
- Martes y jueves de 08:30 a 14:00 hrs.

Domicilio:
Donceles No. 39, Colonia Centro, Delegación Cuauhtémoc, México, Distrito Federal. C.P. 06010.

## Acceso
Con el fin de conservar la estabilidad física de expedientes y publicaciones y para protección del mismo usuario, se requiere el uso de guantes de algodón o látex para el manejo de los mismos; la reproducción de materiales mediante fotocopia está restringido en fuentes primarias a fin de preservar la conservación de los mismos (ver lineamiento Decimosegundo, numeral IV de los Lineamientos Generales para la organización y conservación de los archivos de las dependencias y entidades de la Administración Pública Federal), aunque es posible tomar fotografía de los materiales, sin flash, previa solicitud y autorización. Por lo que se refiere a Expedientes Histórico Confidenciales que contienen datos personales, aplican restricciones de acceso hasta de 70 años transcurridos a partir de la fecha de creación del expediente en casos de datos sensibles o hasta 30 años en otros casos (Ver artículos 27, 28, 29 y 30 de la Ley Federal de Archivos, así como artículo 3 fracción VI de la Ley Federal de Protección de Datos Personales en Posesión de los Particulares) Para informes: 55120385.